# Pierre Dizabo
Pas d'image ? Cliquez ici

a Compétitions nationales et continentales officielles uniquement.

b Matchs officiels uniquement.
Pierre Albert Dizabo, né le 4 octobre 1929 à Saint-Vincent-de-Tyrosse, mort le 24 septembre 2002 à Bayonne, est un joueur de rugby à XV français, qui a joué avec l'équipe de France et l'US Tyrosse au poste de demi d’ouverture ou trois-quarts centre (1,75 m pour 80 kg).

## Carrière de joueur

### En club
- US Tyrosse (1945-1950, puis 1951-1961)[réf. nécessaire]
- Racing club de France (1950-1951, en parallèle de son service militaire)[réf. nécessaire]
- CA Bègles (1961-1965)[réf. nécessaire]

### En équipe nationale
Il a disputé son premier test match le 11 janvier 1948 contre l'équipe d'Australie, et son dernier contre l'équipe d'Argentine le 17 août 1960.

## Palmarès
- Finaliste du championnat de France 1950

## Statistiques en équipe nationale
- Sélections en équipe nationale : 13 (+1 non officielle)
- 6 points (1 essai, 1 drop)
- Sélections par année : 3 en 1948, 5 en 1949, 2 en 1950, 3 en 1960
- Tournois des Cinq Nations disputés : 1948, 1949, 1950